# Alain Weber (compositeur)
 (février 2011).
Si vous disposez d'ouvrages ou d'articles de référence ou si vous connaissez des sites web de qualité traitant du thème abordé ici, merci de compléter l'article en donnant les références utiles à sa vérifiabilité et en les liant à la section « Notes et références ».
Ne pas confondre avec Alain Weber, compositeur né en 1930.
Pour les articles homonymes, voir Weber.
Alain Weber est un compositeur, directeur artistique et chargé en communication franco-suisse né à Morges, en Suisse, le 13 décembre 1969. 

## Biographie
Après une formation de graphiste, un diplôme de réalisateur à la New York Film Academy et un Master en communication à l'Isba, il travaille dans le monde des médias en Suisse.
Cofondateur en 1991 du groupe d'electro Safe Deposit (Maniak Records, HOS London), il signe en mai 2010 l'album d'electronica Hoover Cover sur le label Poor Records puis l'album Le Grand Tour en 2013.
Directeur artistique du magazine Partynews (1996-1998), il fonde en 2000 la plate-forme média abstract. Outre un magazine (2000-2006) et une émission de TV (1999-2004) abstract est également un espace d'art contemporain (2000-). Il a co-fondé en 2006 la Fondation Lémanique pour l'Art Contemporain (FLAC) qui édite notamment le Guide Contemporain. Il a siégé de 2007 à 2015 à la commission du Fonds des arts plastiques[réf. nécessaire] (FAP).

## Productions
- 1993 : Safe Desposit, Pyramids, album, Maniak Records
- 1994 : Safe Desposit, Network Analysis, album, Urban Trance Records-HOS London
- 1996 : Globulo, Globulo, album interactif, Up All Night Records
- 2004 : Guitars and Fantasy, album, Swiss Tempo Records
- 2010 : Hoover Cover, album, Poor Records
- 2010 : Indian Summer, maxi vinyl collector, Poor Records
- 2013 : Le Grand Tour, album, Poor Records
- 2013 : Le Grand Tour, Collector Box, Poor Records, et art&fiction
- 2023 : awwa Mutation, album vinyle, Swiss Tempo Records